# ساب سونت
ساب سونت (Saab Sonett) خودرویی است که در سال‌های ۱۹۵۵ تا ۱۹۵۷ تولید شده‌است.
طراحی آن خودروهای موتور وسط-محور جلو بوده وزن آن در حالت طبیعی ۶۰۰ کیلوگرم (۱٬۳۲۳ پوند) است.